# 25142 Гопф
25142 Гопф (25142 Hopf) — астероїд головного поясу, відкритий 26 вересня 1998 року.
Тіссеранів параметр щодо Юпітера — 3,338.